# Martín Ruiz de Gamboa
Martín Ruiz de Gamboa de Berriz (Durango, 1533 - Santiago, 1590) était un conquistador basque-espagnol et Gouverneur du royaume du Chili.

## Biographie
Il était le fils d'Andres Ruiz de Gamboa et Nafarra de Berriz. Il a servi jeune dans la Marine royale au Levant. Avant d'atteindre ses dix-huit ans, il voyage au Pérou, arrivant au Chili en 1552.
Établi dans le royaume, il a pris part à la guerre d’Arauco. En 1565, il fut nommé lieutenant général par le gouverneur Rodrigo de Quiroga, avec lequel il avait des liens familiaux (il était marié avec sa fille Isabel de Quiroga). Avec cette charge, il a effectué, en 1567, les conquêtes de l'île de Chiloé, qu'il a appelé la Nueva Galice (Nouvelle Galice), et il a fondé la ville de Castro, en contrôlant les Indiens Cuncos, dociles.
Il a été gouverneur de Chiloé, et Melchor Bravo de Saravia l'a nommé, en 1568, Général et justicier majeur d'Arauco et de Tucapel.
Vu son expérience dans la Guerre d'Arauco, la Real Audiencia lui a confié la direction de la guerre. Toutefois, en 1569, il a vécu une défaite complète dans la Bataille de Marehuano, perdant la charge qu'il possédait et en étant écarté de toute activité publique.
Il est retourné à l'échiquier public quand Rodrigo de Quiroga a eu son second mandat. Le gouverneur étant malade, il lui revient la direction du cours de la guerre. En 1577, Quiroga le désigne dans son testament comme son successeur, et, peu avant de mourir, le nomme gouverneur temporaire, tout ceci grâce à un droit que Philippe II avait accordé au gouverneur en 1573. Quiroga à peine décédé, le 25 février 1580, le Cabildo de Santiago a envoyé des messagers pour communiquer à Gamboa ce fait, et lui demander le transfert à la capitale pour recevoir la charge. Il y a juré le 8 mars 1580.